# 西南交通大學校史

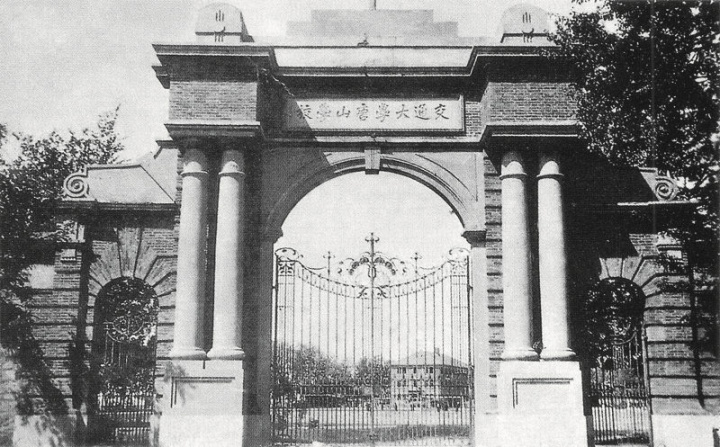
交通大学唐山学校（老唐院）校门

西南交通大学（Southwest Jiaotong University）是一所发源于河北省唐山市，现今位于四川省成都市和峨眉山市的理工科大学。该条目主要介绍该学校历史。

## 清朝末年（1896 - 1912）

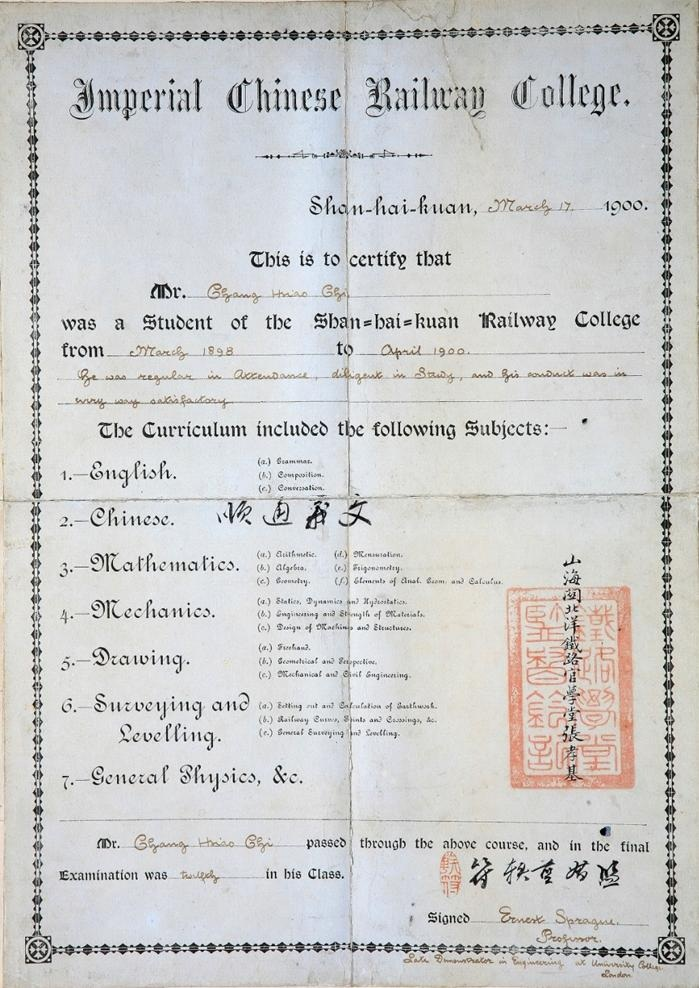
山海关北洋铁路官学堂1900年颁发的文凭

1896年创建于天津，1897年初筹备就绪即将开学之际，盛宣怀令其撤销并入北洋大学堂。1897年11月，津榆铁路督办胡燏棻令其从北洋大学堂迁出，迁至山海关开始独立办学，是中国创办最早的高等学府之一，也是中国土木工程和交通工程高等教育的策源地。1905年，迁校河北唐山，定名为唐山路矿学堂。它与天津大学前身北洋大学堂、四川大学前身四川中西学堂、北京大学前身京师大学堂属同时期的近代新式高校。

## 民国时期（北洋政府及国民政府时期）(1912-1937)
1920年（民国9年）12月，北洋政府交通总长叶恭绰以交通部所属上海工业专门学校、唐山工业专门学校、北平铁路管理学校、北平邮电学校四校散居各地，不便管理。決定於1921年统一学制，统称交通大学。而分称各校为交通大学上海学校（沪校）、唐山学校（唐校，今西南交通大学）、北京学校（平校）。
交通大学的教授很多是欧美名校博士，水平很高。而交通大学对学生的管理也很严格，因此毕业生大都较为优秀。当时交通大学在世界上也享有较高的知名度。钱学森去美国麻省理工学院求学时，发现许多课程与在交通大学学习的完全一样，要求免修得到批准。茅以升从唐山工业专门学校毕业去美国康奈尔大学时，该校起初不承认交通大学唐校之学历，故出题考核茅之水平，因茅回答得极为出色，故该校后来决定从此对交通大学的留学生免试入学。王安去美国哈佛大学时，由于抗战没有带交大毕业证书和成绩单，哈佛大学知道是交大毕业的，决定破格录取。前中共中央总书记、国家主席江泽民也毕业于交通大学（1943到1945期间求学沦陷区中央大学，后因抵制中央大学甄别考核而转入交通大学四年级）。

## 抗日战争时期-中华人民共和国成立之前(1937-1949)
在1937年到1945年间的对日抗战时期，交通大学沪校内迁到重庆，唐校与平校内迁到贵州平越。在抗战结束后，各校先后在原所在地复校。

## 中华人民共和国成立后至今(1949-)
中华人民共和国成立后，1952年，全国院系调整后，交通大学唐校更名为唐山铁道学院。在随后的1955年至1957年，交通大学上海总校在国务院的决定下分批迁往西安，1959年7月31日，交通大学分立为上海交通大学和西安交通大学，并被列为全国重点大学。
1964年，为支援“大三线”的建设和迫于国内外政治环境的压力，学校内迁四川峨眉。并于1972年改名为西南交通大学。此次迁移被称为“交大第三次南迁”。1986年，经国务院批准，在成都市扩建西南交通大学总校（即今西南交大九里校区），原峨眉校址改为峨眉校区。2000年2月12日，西南交大由铁道部划归教育部，2002年启动建设新校区，2004年9月18日成都犀浦校区（郫县犀浦镇和安靖镇）正式启用。至此，学校形成了“一校两地三校区”的办学格局。
2009年，西南交通大学唐山研究院正式成立，为西南交通大学二级教学科研单位，是西南交通大学研究生创新实践基地。2023年10月9日西南交通大学唐山园区正式开园使用。
时至今日，交通大学的校友遍布世界各地，他们始终以曾经作为交通大学的一员为荣。当年的交通大学分别在今日的上海、新竹、西安、北京、成都重新扎根生长，枝繁叶茂，进入了新的发展时期。